# Црвена гарда (Финска)
Црвена гарда јавља се у Финској 1905. године када су 20. октобра фински радници објавили општи штрајк да би се солидарисали са револуционарним руским пролетаријатом, па су формирали Црвену гарду ради одржања реда. Јединице Црвене гарде дејствовале су до 1907. године, када су јењали одјеци револуције и у остатку Руске империје.
Црвена гарда се поновно организовала у Финској почетком 1918. године, с циљем да фински комунисти успоставе контролу над Финском и прогласе совјетску републику. Јединице Црвене гарде бориле су се за власт против Беле гарде барона Карла Манерхајма у грађанском рату од јануара до априла 1918. године. Након пораза Црвене гарде, хиљаде њених припадника су заробили Белогардејци, након чега су их стрељали. Они који су успели да пребегну у совјетску Русију, били су борци Црвене армије током Руског грађанског рата и школовали се на комунистичким универзитетима.